# حديقة دراي تورتوغاس الوطنية
حديقة دراي تورتوجاس الوطنية (بالإنجليزية: Dry Tortugas National Park) هي حديقة وطنية تقع على بعد حوالي 68 ميلاً (109 كم) غرب كي ويست في خليج المكسيك. تحتوي الحديقة على منطقة فورت جيفرسون وجزر دراي تورتوغاس السبع، وهي جزر أقصى غرب فلوريدا كيز وأكثرها عزلة. الشعاب المرجانية في الأرخبيل هي الأقل اضطرابًا من بين الشعاب المرجانية في فلوريدا كيز.
تشتهر الحديقة بالحياة البحرية الوفيرة ومناطق تكاثر الطيور الاستوائية والشعاب المرجانية الملونة وأساطير حطام السفن والكنوز الغارقة. محور المنتزه هو منطقة فورت جيفرسون، وهو حصن ساحلي ضخم ولكنه غير مكتمل. حصن جيفرسون هو أكبر بناء مبني من الطوب في نصف الكرة الغربي، ويتكون من أكثر من 16 مليون طوبة.
تعتبر حديقة دراي تورتوغاس فريدة من نوعها في مزيجها من نظام بيئي استوائي غير مضطرب إلى حد كبير مع القطع الأثرية التاريخية الهامة. لا يمكن الوصول إلى المنتزه إلا بالطائرة المائية أو القارب وقد بلغ متوسط عدد زواره حوالي 63,000 زائر سنويًا في الفترة من 2008 إلى 2017.  تشمل الأنشطة الغطس والنزهات ومراقبة الطيور والتخييم والغوص وصيد الأسماك في المياه المالحة والتجديف بالكاياك. يقتصر التخييم على 8 مواقع تخييم بدائية في مخيم كاردن كي الواقع جنوب فورت جيفرسون.
منتزه دراي تورتوغاس الوطني هو جزء من محمية إيفرجليدز والمحيط الحيوي دراي تورتوجاس، التي أنشأتها اليونسكو في عام 1976 في إطار برنامج الإنسان والمحيط الحيوي.

## الجغرافيا
دراي تورتوجاس هي أرخبيل صغير من الجزر المرجانية تقع حوالي 70 ميل (110 كـم) غرب كي ويست، فلوريدا. وهي تمثل أقصى غرب فلوريدا كيز، حيث تحوي العديد من الشعاب المرجانية غربًا خارج المتنزه مما يجعل مساحة الحديقة تتشكل من أكثر من 99 في المئة من المياه. الجزر السبع الرئيسية، كلها داخل المتنزه، وتقع من الغرب إلى الشرق بالترتيب الاتي:
- جزبرة السلحفاة البحرية المرجانية،
- جزيرة الحديقة المرجانية
- جزيرة الشجيرات المرجانية
- الجزيرة المرجانية الأطول
- جزيرة الملجئ المرجانية
- الجزيرة المرجانية الوسطى
- والجزيرة المرجانية الشرقية.[8]

يحد المنتزه من الشرق والجنوب والغرب محمية فلوريدا كيز البحرية الوطنية، ومن الشمال الغربي محمية تورتوجاس البيئية. تبلغ إجمالي مساحة الأرض داخل الحديقة 104 أكر (0.2 ميل2؛ 0.4 كـم2). تم تحديد الأجزاء الشمالية والغربية من الحديقة، بما في ذلك مجموعة الجزر الوسطى، 46 ميل مربع (120 كـم2) كمنطقة بحث طبيعية في 19 يناير 2007، والتي يمنع فيها الصيد، كما لا يجوز للسفن أن ترسو. يجب على السفن الراغبة في الرسو في منطقة البحث الطبيعية أن تستخدم عوامات أو أرصفة مخصصة للرسو.الا انه يوجد حوالي 54 في المائة من الحديقة لا تزال مفتوحة لصيد الأسماك.
الجزر المرجانية في المنتزه منخفضة وغير منتظمة. تنمو في بعضها أشجار أيكة الساحلية ونباتات أخرى مختلفة، في حين أن البعض الآخر يحتوي على القليل فقط من الأعشاب المرجانية، أو خالية من الحياة النباتية. كما يرتفع منسوب المياه بشكل مفاجئ نسبيًا، وهو ما يؤدي إلى تغير الجزر باستمرار في الحجم والشكل. كانت حديقة تدراي تورتوجاس تحتوي على قدر كبير من الشعاب الحلقية، ما يصل إلى 11 جزيرة خلال القرنين الماضيين. غير ان بعض الجزر الصغيرة اختفت تحت الماء وعادت إلى الظهور عدة مرات نتيجة تأثيرات الأعاصير الاستوائية. تبلغ المساحة الإجمالية للجزر الصغيرة حوالي 58 هكتار (143 أكر). والتي تتغير بمرور الوقت حيث تعيد الرياح والأمواج تشكيلها. اعتبارًا من يونيو 2020، هناك سبع جزر (من الغرب إلى الشرق):
| جزيرة                            | فدان   | ٪ من الكل |
| -------------------------------- | ------ | --------- |
| المجموع                          | 144.39 | 100       |
| جزبرة السلحفاة البحرية المرجانية | 64.25  | 44.49     |
| جزيرة الحديقة المرجانية          | 42     | 29.09     |
| جزيرة الشجيرات المرجانية         | 29.65  | 20.54     |
| الجزيرة المرجانية الأطول         | 2      | 1.39      |
| جزيرة الملجئ المرجانية           | 0.99   | 0.69      |
| الجزيرة المرجانية الوسطى         | 1.5    | 1.04      |
| الجزيرة المرجانية الشرقية        | 4      | 2.77      |